# Военна интервенция в Либия 2011
Военната интервенция в Либия започва на 19 март 2011 г., когато силите на няколко държави започват военни действия с цел изпълнението на Резолюция 1973 на Съвета за сигурност на ООН за създаването на забранена за полети зона. Пълният списък на коалиционните сили и тяхната роля при осъществяването на военни действия не е определен, но основна движеща сила е Франция. Освен с мандата на ООН, операцията има подкрепата и на Арабската лига.
Военните действия започват, когато на 19 март 2011 г. френски самолети атакуват проправителствените сили на подстъпите на Бенгази. На следващия ден американски и британски военни изстрелват 110 ракети „Томахоук“ срещу либийски сили, самолети на Френските и Кралските военновъздушни сили правят боеви полети над Либия и Кралския военноморски флот прави морска блокада. Потвърдени са въздушни удари по либийски танкове и бронетехника от френски самолети. На 22 март до африканския бряг пристига самолетоносачът „Шарл дьо Гол“, за да осигури самолети за бързо реагиране с висока боеспособност.
От 25 март НАТО официално поема командването на забранената за полети зона. Успоредно с това продължава операцията на коалиционните сили за защита на населението от армията на Кадафи. По този начин в Либия се осъществяват две отделни операции.

## Кампания „Обединен защитник“
За противодействие на влошената обстановка в Либия на 18.03.2011 г. коалиция от държави, водена от САЩ и Франция, предприе операция „Odyssey dawn“ по налагане на забранена за полети зона и нанасяне на удари по силите на режима, застрашаващи гражданското население.
Фактически, Алиансът стартира кампания под кодовото име „Обединен защитник“ на 23 март 2011 г. Във функционален план тя се състоеше от две операции:
- операцията на НАТО по налагане на оръжейно ембарго;
- операция по налагането на забранена за полети зона (NFZ) и защита на цивилното население и населените места в Либия под заплаха от атака.
Основната цел на операцията по налагане на оръжейното ембарго беше не допускането навлизането на оръжие, боеприпаси, резервни части и наемници на територията на Либия. В нея участваха 12 държави сред които и България (Белгия, Канада, Франция, Гърция, Италия, Холандия, Испания, Румъния, Турция, Великобритания и САЩ). През различните етапи на операцията задачите се изпълняваха от различни военни средства, като: фрегати, разрушители, подводници, самолетоносачи, морска патрулна авиация и др., като във върховата фаза на операцията в нея участваха 21 военноморски средства. За времето на операцията (към 21 октомври) бяха разпитани/опознати 3130 кораба, извършени бяха 296 бординга и 11 кораба бяха отклонени (denials), тъй като беше оценено, че представляват риск.
Операцията по налагане на забранена за полети зона и защита на цивилното население и населените места в Либия под заплаха от атака фактически започна на 31 март 2011 г., когато Алиансът пое цялото командване на военните действия над Либия. Целта на операцията беше да защити цивилното население и населените места в Либия под заплаха, като затвори въздушното пространство над страната и предотврати използването на въоръжените сили на режима за атакуване на мирното население.
В операцията със сили и средства участваха 16 страни (Белгия, Канада, Дания, Франция, Гърция, Италия, Йордания, Холандия, Норвегия, Катар, Испания, Швеция, Турция, Обединените Арабски Емирства, Великобритания и САЩ), като във върховата фаза на операцията участваха над 260 самолета, вертолета, безпилотни летателни апарати и системи за въздушно наблюдение. За времето на операцията бяха извършени 26 223 мисии, от които 9634 ударни. По време на полетите бяха унищожени над 5900 военни цели включително над 400 артилерийски системи и ракетни пускови установки, над 600 танка и бронирани бойни машини, както и на 450 пунктове за управление. Назначаването на целите и тяхното поразяване се извършваше изключително прецизно, след задълбочена оценка и с високоточни оръжейни системи с основна цел избягване на жертви сред местното население.
Основните усилия на силите на НАТО се фокусираха към нанасяне на удари по цялата верига, осъществяваща планирането, изпълнението и осигуряването на действията на силите на режима, като бе постигнато общо намаляване на способностите на режима за извършване на операции и тяхното осигуряване.
В резултат на успешните първоначални действия на коалицията, и впоследствие на НАТО, на режима на Кадафи бе попречено да постигне стратегическата си цел – масирано използване на въоръжените си сили срещу цивилното население.
Общото ръководство на операциите беше поверено на Съвместното командване на силите (JFC) в Неапол, Италия.
Опита от участието в различни конфликти и кризи през последните години определено показва, че НАТО е в състояние да подпомогне региона на Северна Африка и Либия, но стабилността и просперитета не могат да бъдат наложени от вън, те могат да бъдат изградени от местните жители подпомагани от съответните международни институции.

## Последвали реакции
Анализът на процесите в арабските страни показва следните възможни последици и предизвикателства, породени от тях.[източник? (Поискан днес)]
Вследствие на кризисните явления в Северна Африка се формира зона на нестабилност в близост до Европа с произтичащите от това рискове за: възникване на гражданска война в някои от страните; усложнения в междудържавните отношения; рязко увеличаване на емиграцията; създаване на условия за разширяване на дейността на съществуващи и създаване на нови радикални ислямски и терористични организации.Трудно може да бъде променена посоката на започналите промени в политическата, социалната и икономическата област в отделните страни. Разцеплението и противопоставянето на религиозен, етнически или племенен признак засилват допълнително напрежението в региона поради опитите на разочаровани от властите групи от населението да се възползват от ситуацията, за да наложат исканията си.[източник? (Поискан днес)]